# Грибов, Дмитрий Игоревич
Дмитрий Игоревич Грибов (род. 10 сентября 1987 года, г. Балашиха, МО) — российский спортсмен, функционер Федерации бодибилдинга и фитнеса России (ФББР), президент Федерации силовых видов спорта Московской области, президент Федерации силового экстрима Московской области, вице-президент Федерации бодибилдинга и фитнеса Московской области.

## Биография
Родился 10 сентября 1987 года в г. Балашиха Московской области.
В 16 лет увлёкся бодибилдингом и пауэрлифтингом.
В 2004 году начал карьеру профессионального спортсмена, бодибилдера, войдя в топ-6 на Чемпионате и Кубке Московской области по фитнесу и бодибилдингу .
В 2005 году стал победителем Кубка Москвы по бодибилдингу.
В 2015 году принял решение о завершении профессиональной карьеры.
В 2010 году окончил Московский энергетический институт (МЭИ ТУ) по специальности инженер-теплофизик.
В 2015 году поступил в аспирантуру Российского Государственного Аграрного Заочного Университета.
С 2015 года ведет профессиональную деятельность в области проектирования и производства оборудования для пищевой промышленности и АПК.
С 2019 года является Президентом Федерации силовых видов спорта Московской области.
C 2021 года является Вице-президентом Федерации бодибилдинга и фитнеса Московской области.
С 2021 года Президент Федерации силового экстрима Московской области.
В 2022 году впервые проведена государственная аккредитация и присвоен статус Московской областной спортивной федерации по виду спорта "Силовой экстрим".

## Достижения
2004
Кубок Московской области (ФББР) бодибилдинг, юноши абсолютная — 6 место
Чемпионат Москвы (ФББР) бодибилдинг, юноши абсолютная — 4 место
2005
Кубок Москвы (ФББР) бодибилдинг, юноши абсолютная — 1 место
Чемпионат Балашихи (ФББР) бодибилдинг, мужчины до 87,5 кг — 2 место
Чемпионат Москвы (ФББР) бодибилдинг, юниоры абсолютная — 2 место
2006
Кубок Балашихи (ФББР) бодибилдинг, юниоры абсолютная — 1 место
2007
Чемпионат Дубны (ФББР) бодибилдинг, мужчины до 95 кг — 3 место
2008
Кубок Москвы (ФББР) бодибилдинг, юниоры абсолютная — 3 место
Турнир памяти Сергея Зайцева (ФББР) бодибилдинг, юниоры абсолютная — 2 место
Чемпионат Московской области (ФББР) бодибилдинг, юниоры абсолютная — 3 место
Чемпионат Московской области (ФББР) бодибилдинг, мужчины до 80 кг — 3 место
2010
Чемпионат Дубны (ФББР) бодибилдинг, мужчины до 95 кг — 1 место
2015
Кубок Чемпионов (ФББР) классический бодибилдинг, мужчины до 175 см — 3 место

## Награды
2020 
Благодарственное письмо от Управления по физической культуре, спорту и работе с молодежью Администрации городского округа Балашиха за добросовестный труд, деловую активность, профессиональную компетенцию, личный вклад в развитие физкультурно-спортивной жизни Городского округа Балашиха.
Благодарственное письмо от Федерации бодибилдинга и фитнеса Московской области за развитие, пропаганду, организацию и проведение соревнований по бодибилдингу и фитнесу в Городском округе Балашиха.
2021
Благодарственное письмо от Главы Городского округа Балашиха за многолетний добросовестный труд, высокие достижения в профессиональной сфере.
Диплом от Федерации армрестлинга Московской области за вклад в развитие армрестлинга на территории Московской области.
Грамота от Министерства спорта Московской области за организацию Всероссийского дня физкультурника в Городском округе Люберцы.
Благодарственное письмо от Управления по физической культуре, спорту и работе с молодежью Администрации городского округа Балашиха за вклад в здоровое будущее, преданность своему делу и в связи с празднованием Всероссийского дня физкультурника в Городском округе Балашиха.
Почетная грамота Главы Городском округа Люберцы за большой вклад в развитие физической культуры и спорта на территории Городском округа Люберцы.
2022
Почетная Грамота от Федерации бодибилдинга и фитнеса Московской области за развитие бодибилдинга и фитнеса на территории Московской области.
2023
Благодарственное письмо от Главы Городского округа Реутов за развитие и бодибилдинга и фитнеса в городском округе Реутов.
Благодарственное письмо от Управления по физической культуре, спорту и работе с молодежью Администрации городского округа Балашиха за высокий профессионализм, активное участие в организации и проведении фестиваля "Спортивный код" в рамках празднования Дня города.